# New Territories
Die New Territories, Abk.: N.T. (chinesisch 新界, Pinyin Xīnjiè, Jyutping San1gaai3 – „neue Grenzlinie, neue Grenze“), nach dem englischen Begriff für Neue Territorien, sind der nördlichste, größte und neueste Teil der Sonderverwaltungszone Hongkong. Das Gebiet mit den Distrikten Islands – 離島區, Kwai Tsing – 葵青區, North – 北區, Sai Kung – 西貢區, Sha Tin – 沙田區, Tai Po – 大埔區, Tsuen Wan – 荃灣區, Tuen Mun – 屯門區 und Yuen Long – 元朗區 umfasst eine Fläche von 956 km².

## Geschichte
Die New Territories gehen auf die Konvention über die Erweiterung des Hongkonger Territoriums zwischen der Qing-Dynastie und dem Vereinigten Königreich zurück, die am 9. Juni 1898 unterzeichnet wurde. Zu dieser Zeit gehörten Hong Kong Island und das südliche Kowloon (bis zur späteren Boundary Street) bereits zur britischen Kronkolonie. Die britische Regierung zeigte zunächst öffentlich keine Ambitionen, weitere Gebiete Chinas zu beanspruchen. Zwar gab es britische Befürworter für eine Ausdehnung des Hongkonger Territoriums aus militärischen und wirtschaftlichen Gründen. Bis 1898 lehnte die Londoner Regierung dies jedoch ab, um das Handelsverhältnis nicht zu gefährden.
Ein Umdenken erfolgte, nachdem Deutschland, Russland und Frankreich Anspruch auf verschiedene chinesische Gebiete erhoben hatten. Frankreich besetzte und pachtete Zhanjiang, einige Hundert Kilometer westlich von Hongkong, und versuchte die chinesische Regierung zu überzeugen, bestimmte Gebiete nicht an ausländische Mächte abzutreten. Dazu gehörte auch die Provinz Guangdong, zu der die New Territories damals zählten. Als Reaktion darauf handelten am 9. Juni 1898 das Vereinigte Königreich und China in der Zweiten Pekinger Konvention die Verpachtung der New Territories an die Briten aus. Der Vertrag trat am 1. Juli 1898 in Kraft und hatte, anders als für die bisherigen Gebiete Hongkongs, eine begrenzte Laufzeit von 99 Jahren. Es dauerte allerdings bis zum 16. April 1899, bis die britische Regierung formal die Hoheit über die New Territories aussprach.

## Geographie
2017 betrug die Einwohnerzahl 3.886.000, was einer Bevölkerungsdichte von 4.067 Einwohnern pro Quadratkilometer entspricht.

New Territories – N. T. – Verschiedene Orte
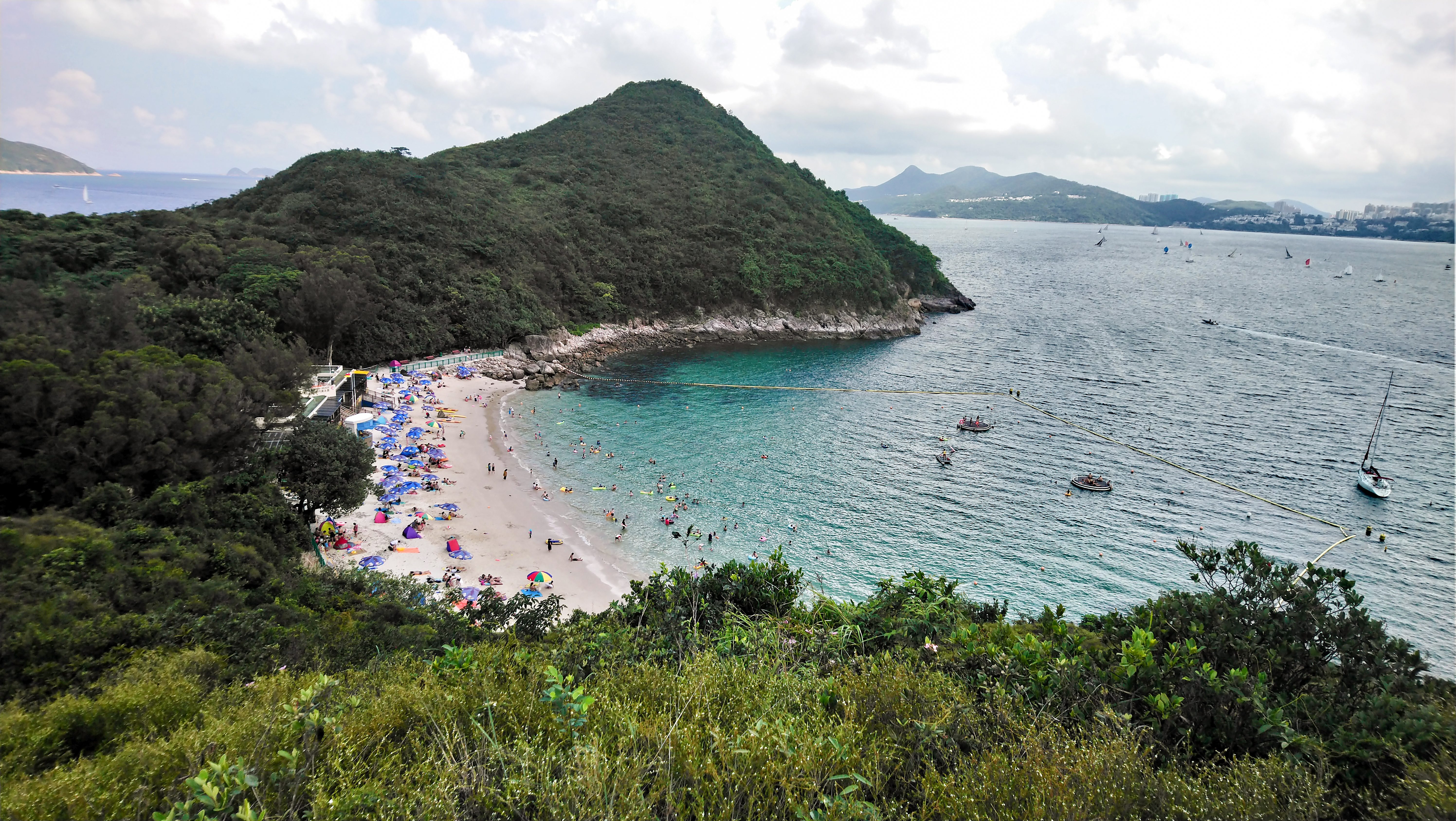
Hap Mun Bay[4] in Sai Kung, Hongkong
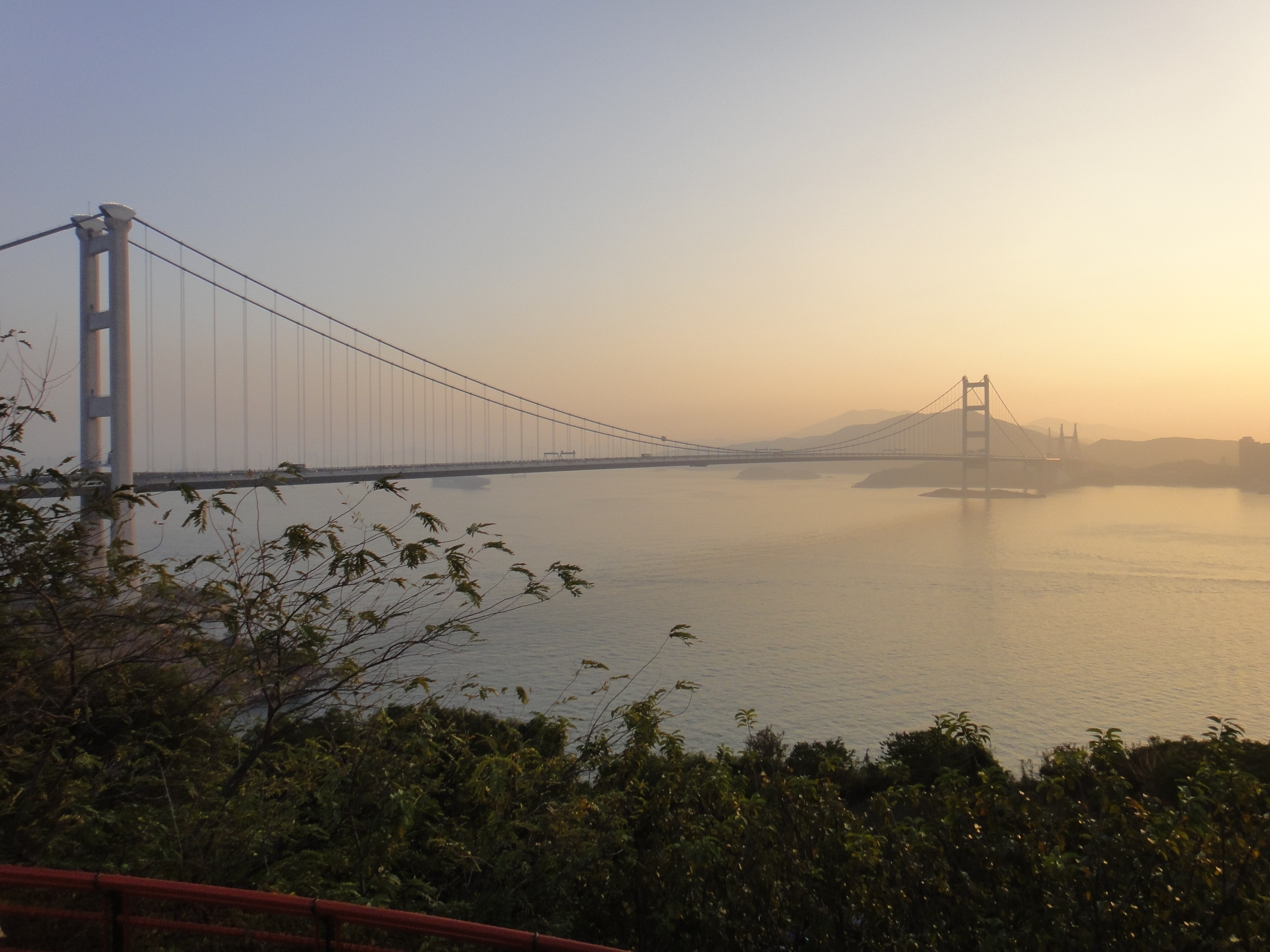
Die Tsing-Ma-Brücke[5], 2011
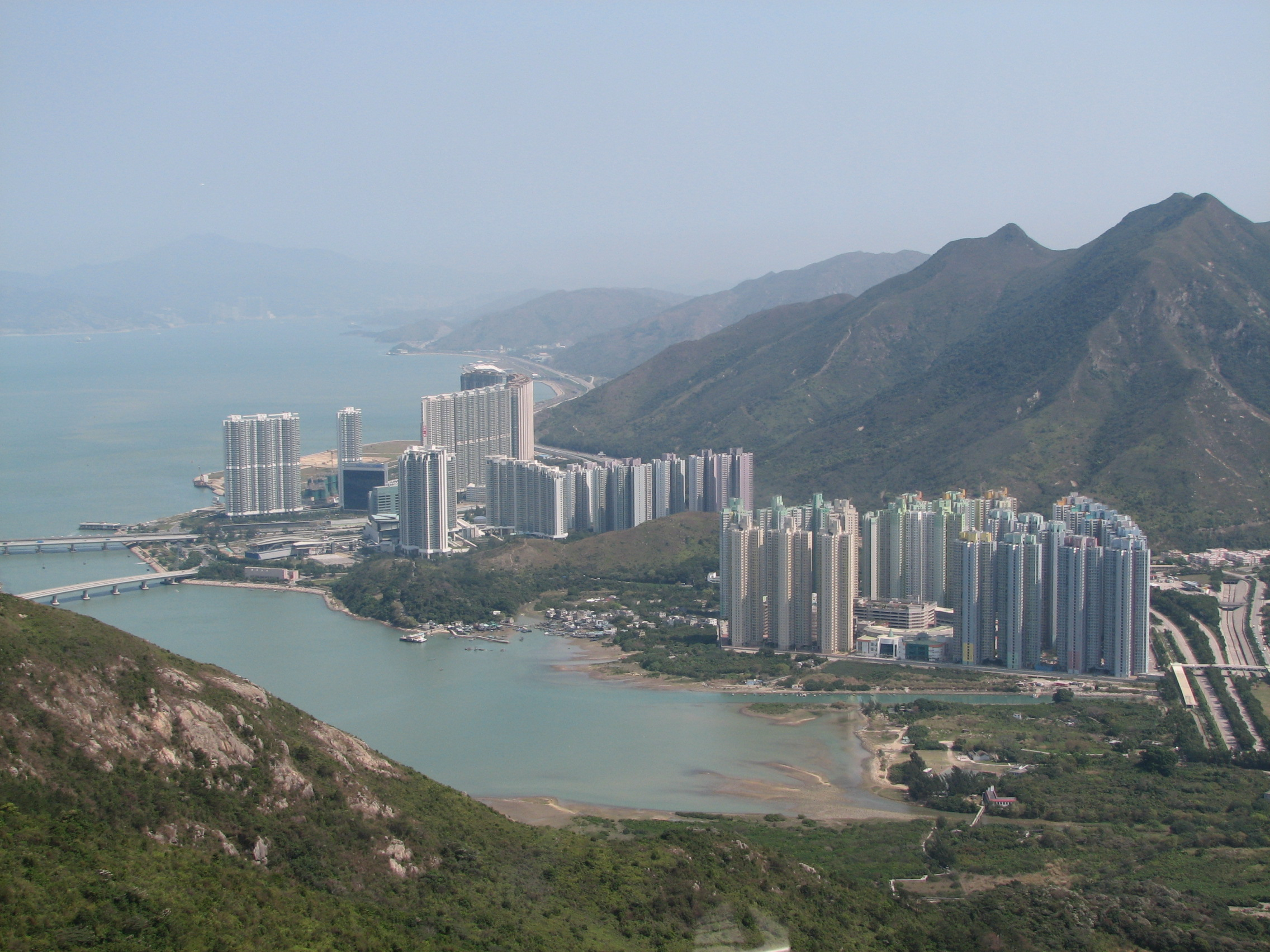
Die Satellitenstadt Tung Chung[6], 2007
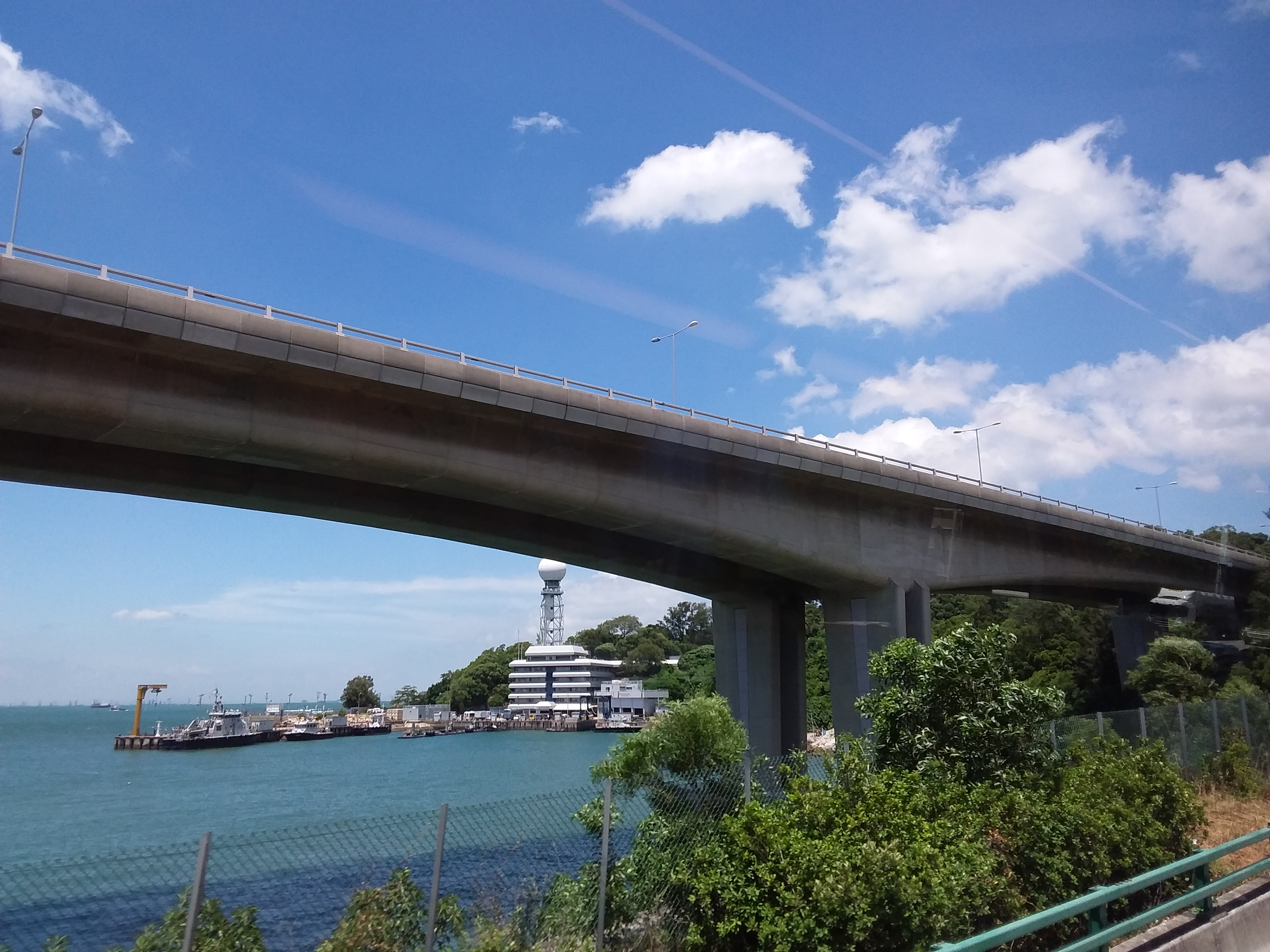
Die Castle Peak Road[7], 2018
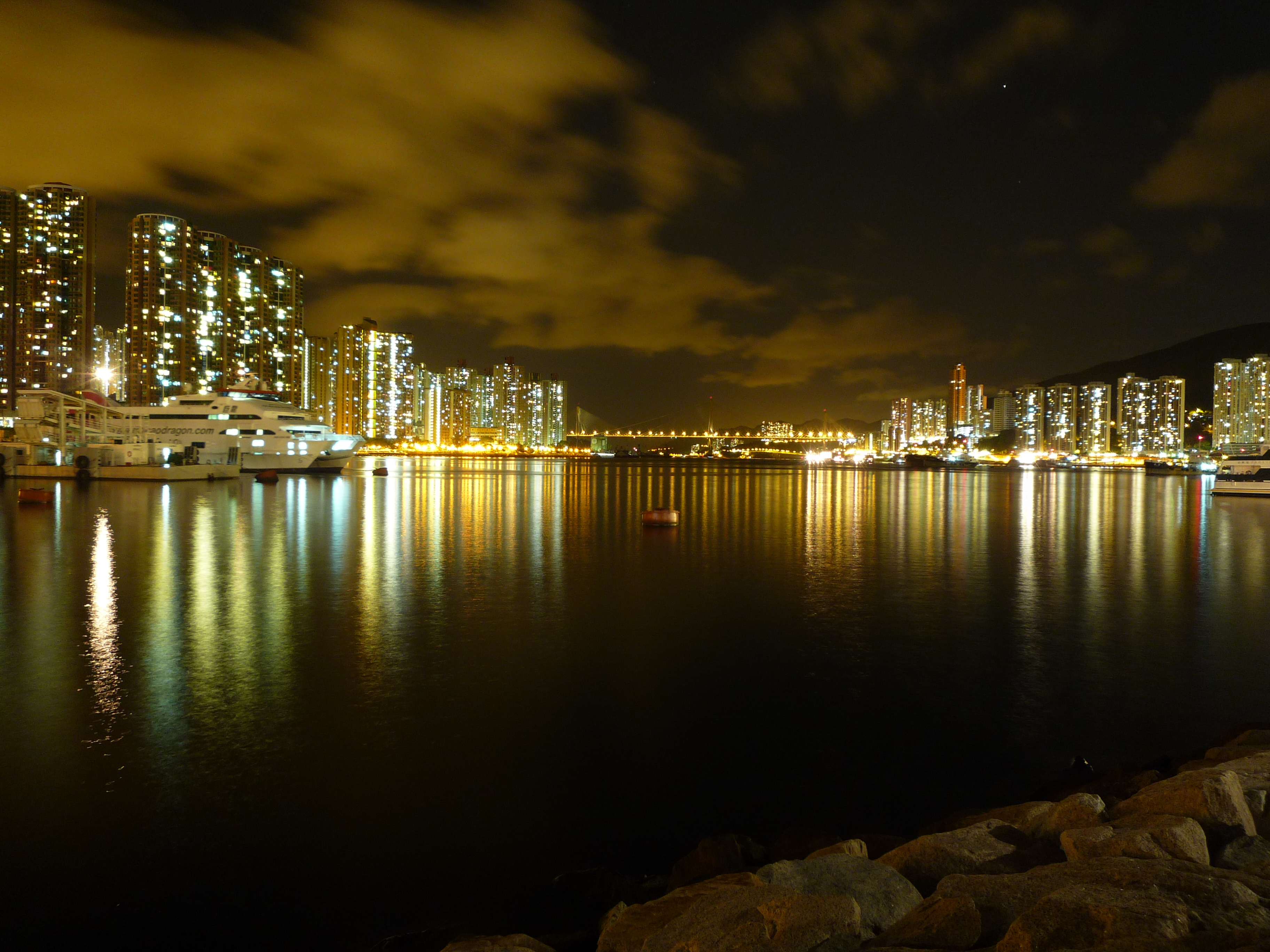
Nachtskyline an der Küste Tsuen Wans[8], 2009
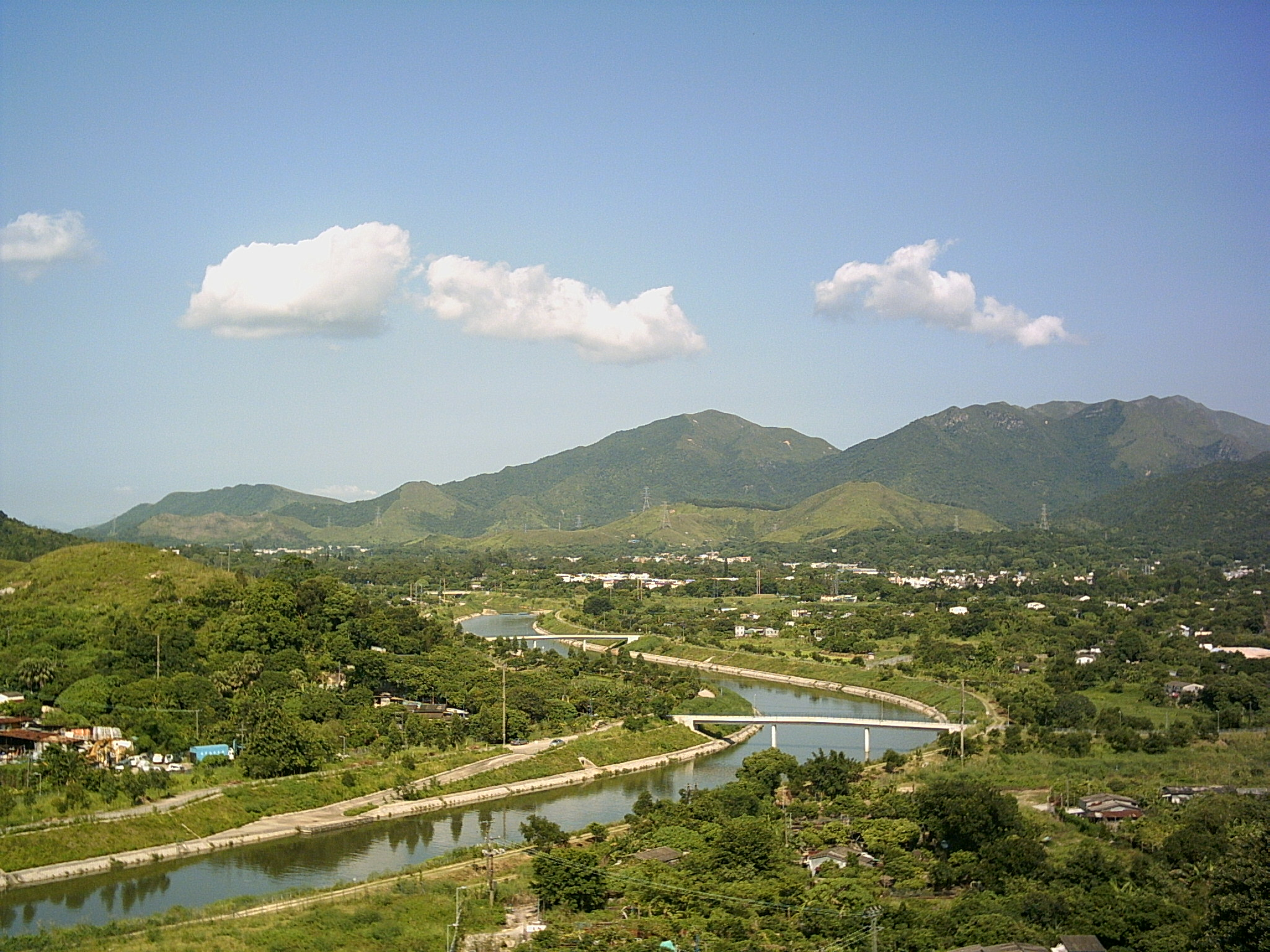
Ng Tung River[9] an der innerchinesische Grenze, 2006